# Azali Assoumani
Azali Assoumani (* 1. ledna 1959 Mitsoudjé) je komorský politik. V letech 1999–2002 byl pátým a posledním prezidentem Federální islámské republiky Komor. V letech 2002–2006 a znovu od roku 2016 je prezidentem Komor, ostrovní federace v Indickém oceánu severozápadně od Madagaskaru.

## Životopis
Assoumani se narodil v roce 1959 v Mitsoudjé na ostrově Ngazidja. Než v roce 1999 svrhl civilní vládu, sloužil dvacet let v armádě. V letech 1977 až 1980 absolvoval výcvik v královské vojenské akademii v Maroku a kvalifikoval se jako parašutista. Po svém návratu na Komory vstoupil do FAC. Po smrti Abdullaha a odchodu žoldnéřů v letech 1989 až 1990 se stal Assoumani důstojníkem v nové komorské obranné síle (FCD). V roce 1996 absolvoval další výcvik na francouzské vojenské akademii a byl povýšen na plukovníka a náčelníka štábu nové Národní armády vývoje (NAD).

### Prezidentské období 1999–2002
Assoumani se po ujal moci v roce 1999 po svržení dočasného prezidenta Tadjidina ben Saida Massounde. Od 23. prosince 2001 měl stát novou ústavu přijatou referendem. Ústava poskytovala velkou autonomii ostrovům federace, které jsou vybaveny základním zákonem, vlajkou a výkonným orgánem. Předepisovala také, že prezidenti se mají střídat a pocházet z různých ostrovů. Federální islámská republika Komory se stala Komorským svazem, z vlajky se ztratily náboženské odkazy a stala se vícebarevnou.
V roce 2002 byly vyhlášeny nové prezidentské volby a pokud v nich chtěl Assoumani kandidovat, musel se podle podmínek Komorské ústavy vzdát prezidentského úřadu. Proto 21. ledna odstoupil z funkce, které se dočasně ujal Hamadi Madi Bolero. Assoumani tyto prezidentské volby konané 14. dubna vyhrál se 75 % hlasů a 26. května znovu nastoupil do funkce.

### Prezidentské období 2002–2006
Kvůli nutnosti rotování prezidentského úřadu mezi ostrovy se 26. května 2006 nástupcem Assoumaniho stal Ahmed Abdallah Mohamed Sambi z ostrova Nzwani.

### Prezidentské období 2016–2019
Azali Assoumani opět kandidoval ve volbách v roce 2016. V prvním kole, konaném 21. února, skončil se 14,96 % hlasů na třetím místě, ale 10. dubna v druhém kole s 40,98 % hlasů vyhrál. Jeho konkurent Mohamed Ali Soilihi podal odvolání kvůli poruchám a podezřením z pokusů o podvod, ke kterým došlo ve druhém kole. V důsledku toho se 11. května uskutečnilo třetí kolo a o čtyři dny později vyhlásil Ústavní soud vítězem Azali Assoumaniho s 41,43 % hlasů.
V referendu konaném 30. července 2018 bylo 92,34 % schváleno zrušení rotačního systému, což umožňovalo Assoumanimu opět kandidovat do dalšího volebního období. Byly také vypsány nové volby na 24. března 2019, tedy předčasně před plánovaným koncem Assoumaniho prezidentství v roce 2021. V souvislosti s těmito ústavními změnami je Assoumani svými oponenty obviňován z toho, že upravil ústavu tak, aby zůstal u moci až do roku 2029. Změna volebního systému a další reformy, které zahrnují uzavření Ústavního soudu a Protikorupčního soudu, vedly Evropskou unii k úplnému pozastavení spolupráce s Komorami.
Z důvodu zájmu o kandidaturu v nadcházejících volbách odstoupil Assoumani 13. února z funkce. Prezidentský úřad tedy dočasně vykonával viceprezident Moustadroine Abdou. Assoumani březnové volby vyhrál hned v prvním kole se ziskem 60,77 % hlasů a do svého celkově čtvrtého funkčního období nastoupil 3. dubna.

### 2019-
V květnu 2022 Azali Assoumani obdržel od marocké ambasády na Komorách kontinentální vyznamenání africké trofeje.